# 1976 en science
| Années de la science : 1973 - 1974 - 1975 - 1976 - 1977 - 1978 - 1979    |
| Décennies de la science : 1940 - 1950 - 1960 - 1970 - 1980 - 1990 - 2000 |

Cet article présente les faits marquants de l'année 1976 en science.

## Évènements
- 15 avril : adoption du projet de surrégénérateur de Creys-Malville dans l'Isère, le Superphénix[1].

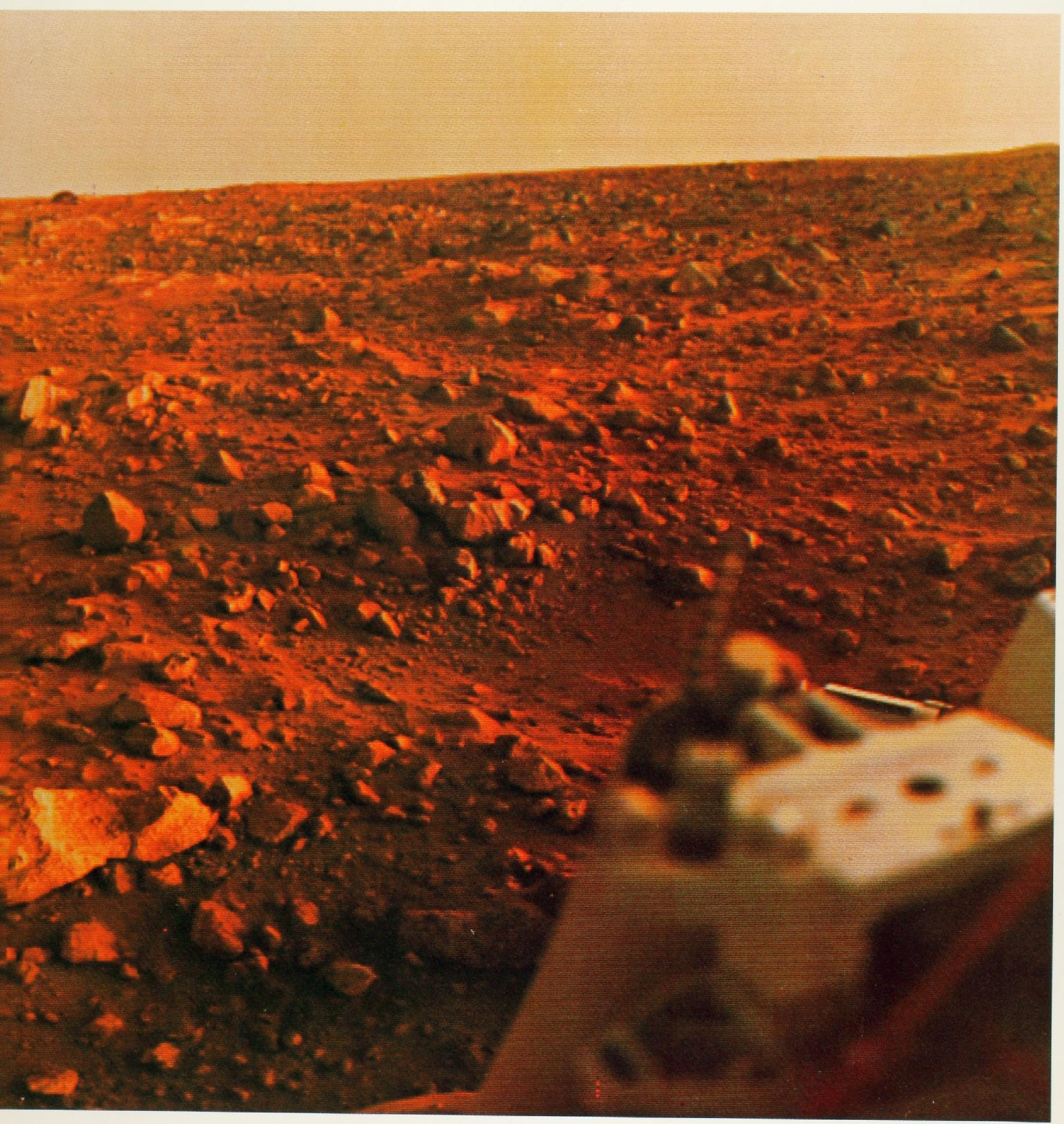
Viking 1 à la surface de Mars.

- 20 juillet : la sonde américaine Viking 1 se pose sur Mars[2].

- 24 août : retour des cosmonautes Boris Volynov et Vitali Jolobov de la mission Soyouz 21 après un séjour de 49 jours à bord de la station spatiale Saliout 5[3].
- 3 septembre : la sonde américaine Viking 2 se pose sur la planète Mars[2].

- Commercialisation du premier superordinateur Cray-1[4].
- Les simulations opérées par le biologiste britannique Robert May avec la suite logistique montrent comment la complexité de comportement peut surgir d'une relation non linéaire simple[5]. Une application de la suite logistique est la modélisation de la taille d'une population biologique au fil des générations.

## Publications
- Richard Dawkins : The Selfish Gene (le Gène égoïste)
- Karl Popper : Unended Quest; An Intellectual Autobiography, 1976,  (ISBN 978-0-415-28590-2) (La quête inachevée)

## Prix
- Prix Nobel

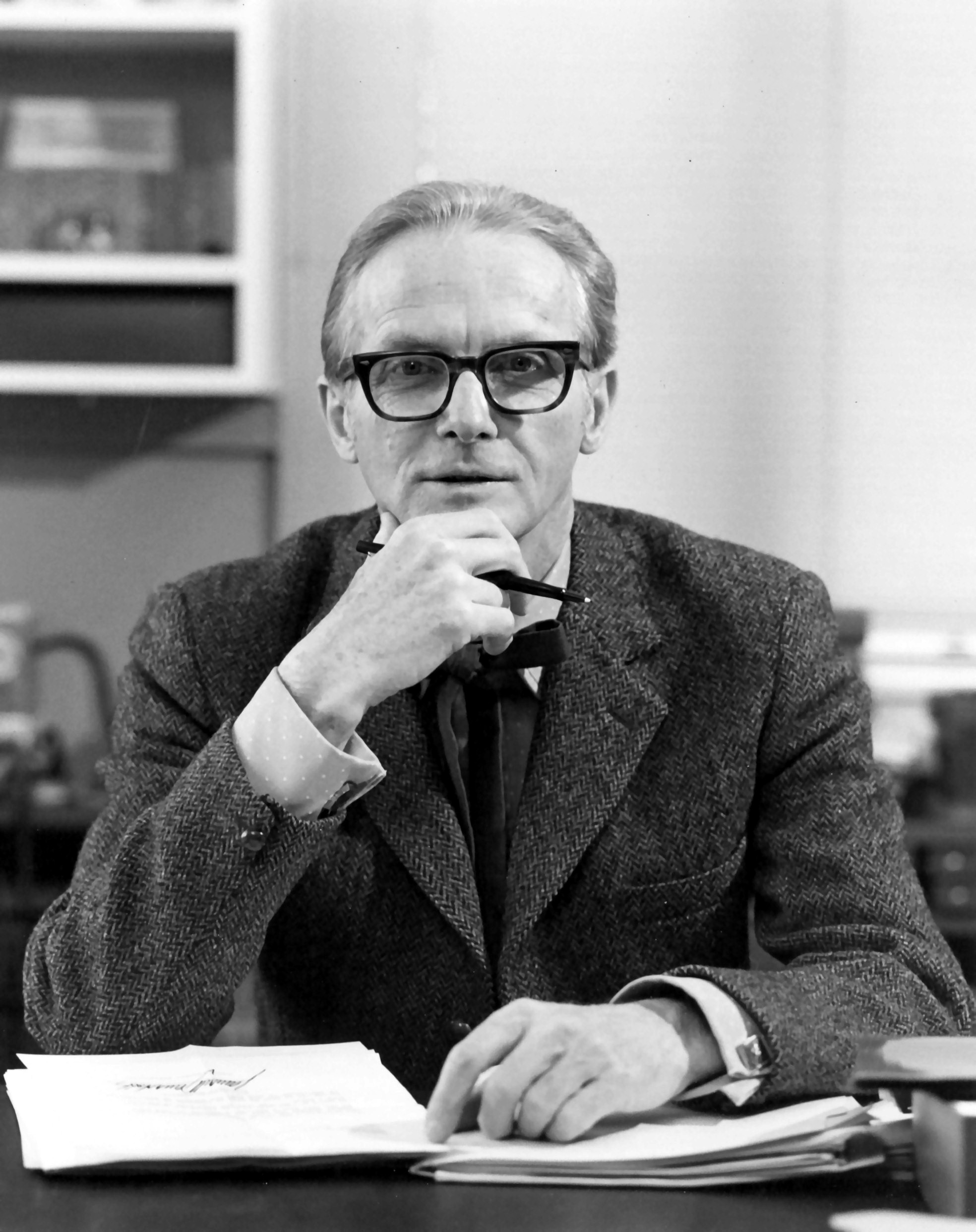
William Nunn Lipscomb, Jr.

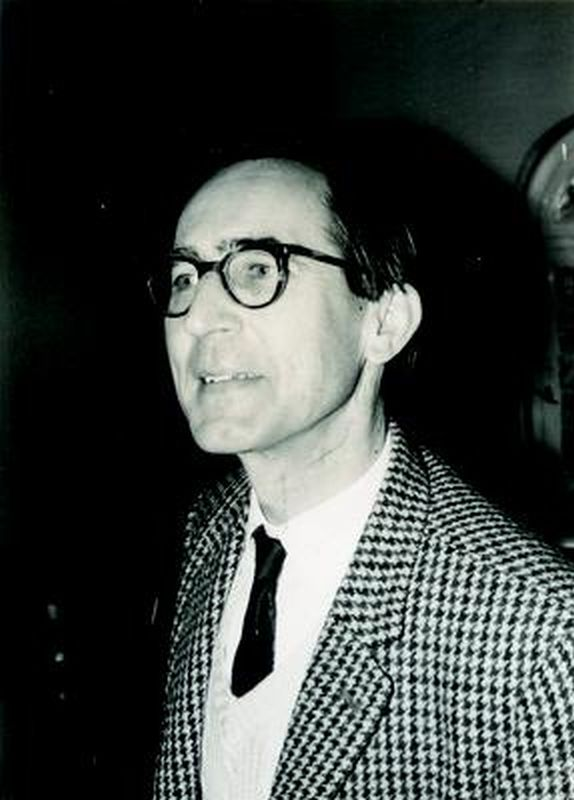
Le statisticien David Kendall, lauréat de la médaille Sylvester.

  - Physique : Burton Richter, Samuel Chao Chung Ting (丁肇中) (américains)
  - Chimie : William Nunn Lipscomb, Jr. (américain)
  - Physiologie ou médecine : Baruch S. Blumberg, Daniel Carleton Gajdusek  (Américains)

- Prix Lasker
  - Prix Albert-Lasker pour la recherche médicale fondamentale : Rosalyn Yalow
  - Prix Albert-Lasker pour la recherche médicale clinique : Raymond Ahlquist (en), James Black

- Médailles de la Royal Society
  - Médaille Copley : Dorothy Crowfoot Hodgkin
  - Médaille Darwin : Charlotte Auerbach
  - Médaille Davy : Rex Edward Richards
  - Médaille Hughes : Stephen Hawking
  - Médaille royale : Alan Walsh, James Learmonth Gowans, John Warcup Cornforth
  - Médaille Rumford : Ilya Prigogine
  - Médaille Sylvester : David George Kendall

- Médailles de la Geological Society of London
  - Médaille Lyell : Walter Brian Harland (en)
  - Médaille Murchison : Robert Andrew Howie (en)
  - Médaille Wollaston : Kingsley Charles Dunham

- Prix Jules-Janssen (astronomie) : Donald Howard Menzel
- Prix Turing : Michael Rabin et Dana S. Scott
- Médaille Bruce (Astronomie) : Ernst Öpik
- Médaille Linnéenne : William Thomas Stearn
- Médaille d'or du CNRS : Henri Cartan

## Naissances

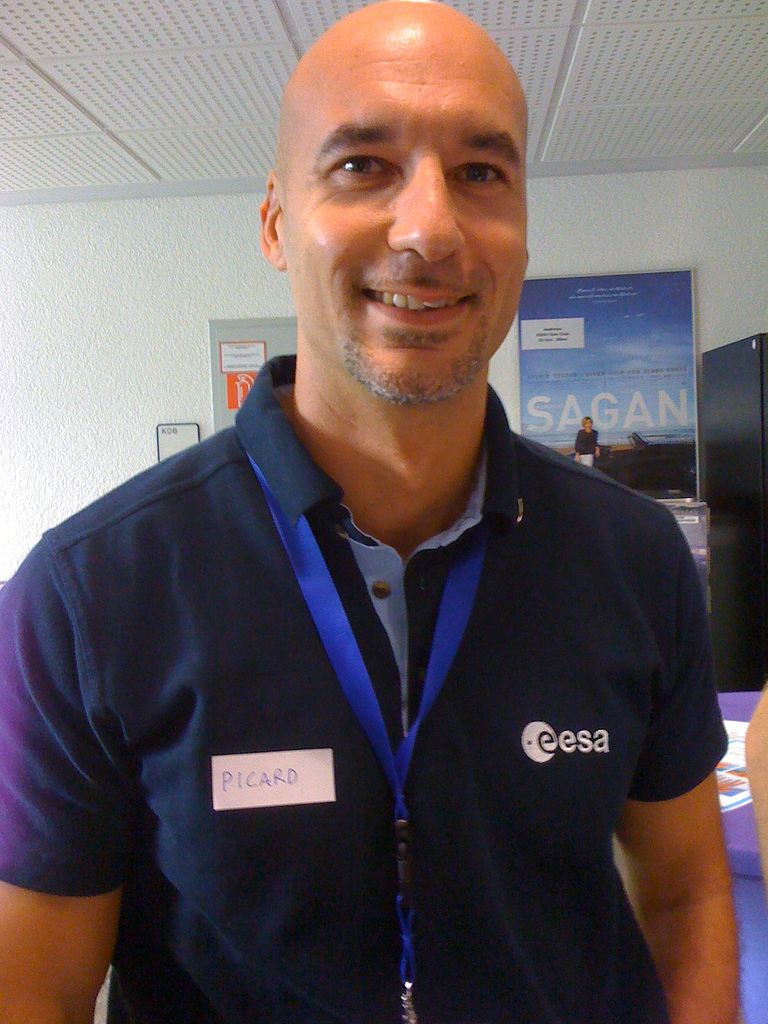
Luca Parmitano en 2009.

- 13 janvier : Pierre Robert Colas (mort en 2008), archéologue et anthropologue allemand.

- Alfredo Kojima, informaticien brésilien d'origine japonaise.

- 9 avril : Serena M. Aunon, astronaute américain.

- 3 mai : Alexander Gerst, astronaute allemand.
- 26 juin : Janus Friis, entrepreneur danois, cofondateur de Skype.
- 27 août : Audrey C. Delsanti, astronome française.
- 27 septembre : Luca Parmitano, spationaute italien.

- 2 novembre : Andreas Mogensen, astronaute danois.
- 20 novembre : Benjamin Bejbaum, informaticien français.

## Décès

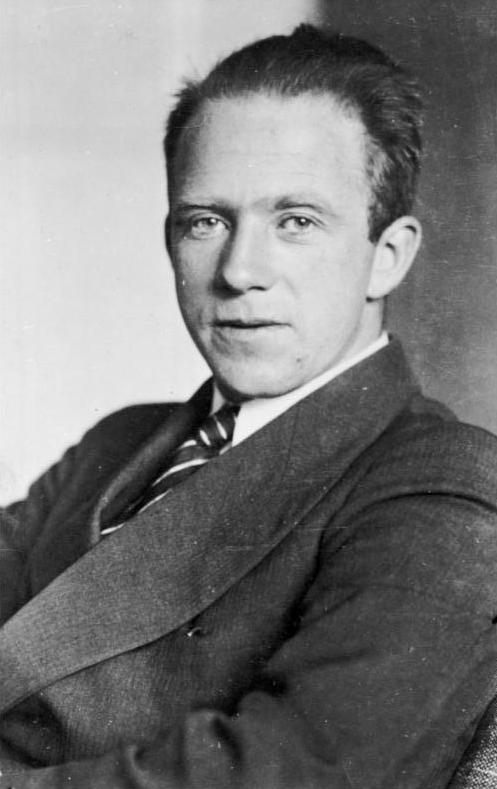
Werner Heisenberg

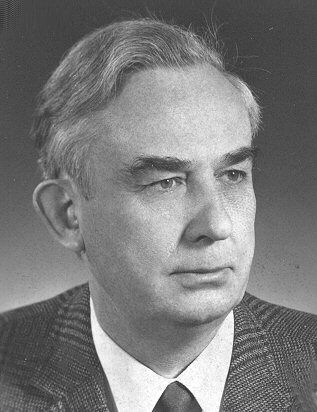
Willi Hennig

- 4 janvier : Rudolph Minkowski (né en 1895), astronome germano-américain.
- 30 janvier : Arnold Gehlen (né en 1904), anthropologue et sociologue allemand.

- 1er février : Werner Heisenberg (né en 1901), physicien allemand, Prix Nobel de physique en 1932.
- 10 février : Yohanan Aharoni (né en 1919), archéologue israélien.
- 11 février : Dorothy Maud Wrinch (née en 1894), mathématicienne et théoricienne en biochimie anglaise.
- 22 février : Michael Polanyi (né en 1891), polymathe et épistémologue hongrois.

- 4 mars : Walter Schottky (né en 1886), physicien et électronicien allemand.
- 14 mars :
  - Eduard van Arkel (né en 1893), chimiste néerlandais.
  - Georges Chaudron (né en 1891), chimiste français.
- 17 mars : Ivan Borkovský (né en 1897), archéologue austro-hongrois.
- 22 mars : Herbert Ricke (né en 1901), égyptologue allemand.

- 5 avril : Howard Hughes (né en 1905), aviateur, constructeur aéronautique, homme d'affaires et producteur de cinéma américain.
- 6 avril : Karl Weissenberg (né en 1893), mathématicien et physicien autrichien.
- 26 avril : Carl Benjamin Boyer (né en 1906), historien des mathématiques américain.

- 21 mai : Clark Hopkins (né en 1895), archéologue américain.
- 31 mai : Jacques Monod (né en 1910), biochimiste français, Prix Nobel de physiologie ou médecine en 1965.

- 10 juin : Marguerite Laugier (née en 1896), astronome française.
- 28 juin : Tyōzaburō Tanaka (né en 1885), botaniste japonais.
- Serge Sauneron (né en 1927), égyptologue français.
- 22 juillet : Mortimer Wheeler (né en 1890), archéologue écossais.
- 25 juillet : John Clark Slater (né en 1900), physicien, chimiste théoricien américain.

- 2 août : László Kalmár (né en 1905), informaticien et logicien hongrois.

- 26 septembre : Lavoslav Ružička (né en 1887), chimiste croate et suisse, prix Nobel de chimie en 1939.

- 3 octobre : Émile Benveniste (né en 1902), linguiste français.
- 5 octobre : 
  - Prabhu Lal Bhatnagar (né en 1912), mathématicien et physicien indien.
  - Lars Onsager (né en 1903), chimiste norvégien, prix Nobel de chimie en 1968.

- 5 novembre : Willi Hennig (né en 1913), biologiste allemand.

- Décembre : Dmytro Zajciw (né en 1897), entomologiste brésilien.
- 14 décembre : Donald Menzel (né en 1901), astronome américain.